# サザーランド切手
サザーランド切手（Sutherland Stamps）は、横浜居留地にあったイギリス人サザーランドが経営するサザーランド会社が、私営郵便のために発行した切手である。
この会社は1871年1月に設立され、東京・築地ホテル館と横浜・アスターハウスホテルの間に定期馬車輸送を開始し、手紙と小包を運んだ。これらのホテルでは、手紙の引き受けに専用の切手を用意した。切手の図柄には、馬に乗ってラッパを吹く騎手の絵が描かれ、額面は1/4Boo（一朱金1枚相当）と1Boo（一分銀1枚相当）の2種類がある。2007年現在、確認されている枚数は15枚であるが、実際に使用されたかについては不明である。